# Бетюн-Бейкер, Джордж
Джордж Томас Бетюн-Бейкер (англ. George Thomas Bethune-Baker; 20 июля 1857, Бирмингем — 1 декабря 1944) — английский энтомолог, специалист по систематике чешуекрылых. Президент Королевского энтомологического общества Лондона в 1913—1914 годах.

## Биография
Родился в Бирмингеме 20 июля 1857 года в семье врача. В 1913—1914 годах был президентом Королевского энтомологического общества Лондона, в 1910—1911 и 1915 годах был вице-президентом общества. Был председателем редакционной коллегии журнала Entomologist’s Record and Journal of Variation. Являлся председателем комитета по образованию и церковных дел Бирмингема. Избран членом-корреспондентом Энтомологического общества Америки. В 1928 году полностью потерял зрение, после чего уехал в Истборн, передав свою коллекцию Британскому музею и музею Кембриджского университета.

## Научные достижения
Описал около 150 родов чешуекрылых. Главный энтомологический интерес Бетюн-Бейкера был связан с изучением бабочек семейства голубянок.

### Некоторые таксоны, описанные Бетюн-Бейкером
- Amata dissimilis (Bethune-Baker, 1911)
- Catadoides punctata Bethune-Baker 1908
- Ceilodiastrophon Bethune-Baker, 1908
- Cheillophota Bethune-Baker, 1908
- Foveades Bethune-Baker, 1908
- Insolentipalpus Bethune-Baker, 1908
- Levuana irridescens Bethune-Baker, 1906
- Neurellipes Bethune-Baker, 1910
- Neurypexina Bethune-Baker, 1910
- Parachrysops Bethune-Baker, 1904
- Pararguda Bethune-Baker, 1908
- Petoptila Bethune-Baker, 1911
- Staphylinochrous albabasis Bethune-Baker, 1911

## Публикации
- Bethune-Baker G. T. XXV. Descriptions of the Pyralidæ, Crambidæ, and Phy‐cidæcollected by the late T. Vernon Wollaston in Madeira (англ.) // Transactions of the Royal Entomological Society of London : journal. — 1894. — Vol. 42, no. 4. — P. 581–586. — doi:10.1111/j.1365-2311.1894.tb02102.x.
- Bethune-Baker G. T. On new Species of Lycaenidae from West Africa (англ.) // Annals and Magazine of Natural History : journal. — 1903. — Vol. 7, no. 12. — P. 324–334.
- Bethune-Baker G. T. New African Lepidoptera (англ.) // The Annals and magazine of natural history; zoology, botany, and geology : journal. — 1906. — Vol. 18. — P. 343–344.
- Bethune-Baker G. T. Descriptions of new species of butterflies of the division Rhopalocera from Africa and from New Guinea (англ.) // Proceedings of the Zoological Society of London : journal. — 1908. — Vol. 1908. — P. 110–126. Архивировано 18 августа 2019 года.
- Bethune-Baker G. T. Descriptions of new Rhopalocera from the Upper Congo (англ.) // Annals and Magazine of Natural History : journal. — 1908. — No. 8. — P. 469–482. — doi:10.1080/00222930808692522.
- Bethune-Baker G. T. A revision of the African species of Lycaenesthes group of the Lycaenidae (англ.) // Transactions of the Entomological Society of London. : journal. — 1910. — Vol. 58, no. 1‐2. — P. 1–84. — doi:10.1111/j.1365-2311.1910.tb01165.x.
- Bethune-Baker G. T. A monograph of the genus Catochrysops Boisduval (Auctorum) (англ.) // Transactions of the Entomological Society of London : journal. — 1923. — Vol. 1922. — P. 275–236.